# Луизи, Перлетт
Дама Каллиопа Перлетт Луизи (англ. Calliopa Pearlette Louisy; род. 8 июня 1946, Лабори) — генерал-губернатор Сент-Люсии с 8 июня 1997 по 31 декабря 2017 года. Первая женщина, занявшая этот пост. Сменила на нём Джорджа Маллета.

## Биография
Родилась в деревушке Лабори, Луизи посещала местную начальную и среднюю школы. В 1960 году она продолжила учёбу в школе для девочек «St. Joseph’s Convent» поступив туда по специальной программе Javouhey Scholarship. В 1966 году, через год после завершения среднего образования она была награждена стипендией Министерством международного сотрудничества Канады для получения степени бакалавра английского и французского языков в Университете Вест-Индии в Кейв Хилл, Барбадос.
В 1972 году она была награждена стипендией Канадского плана стипендий Содружества и получила степень магистра искусств лингвистики в Университете Лаваля в Квебеке, Канада. В 1991 году она поступила в Бристольский университет в Великобритании, где она получила степень доктора философии в области образования.
Внесла значительный вклад в развитие образования в Сент-Люсии, проведя бо́льшую часть своей карьеры в профессии учителя. В 1969—1972 и 1975—1976 годах она преподавала в «St. Joseph’s Convent». С 1976 по 1986 год она работала преподавателем французского языка, а затем была назначена директором колледжа «A’Level College». Когда «A’Level College» и «Morne Technical School» были объединены в колледж «Сэр Артур Льюис Коммьюнити», она сначала работала деканом, а затем была назначена заместителем директора и директором колледжа.
В 1999 году получила почетную степень доктора права (LL.D.) Университета Бристоля. 16 июля 1999 года она была награждена титулом дамы Большого креста ордена Святого Михаила и Святого Георгия. В 2011 году она получила почётную степень доктора права (LLB) Университета Вест-Индии.
В 1998 году была номинирована на звание Международной женщины года Международным биографическим центром.

## Награды
- Большой крест ордена Сент-Люсия[англ.]
- Дама Большого креста ордена Святого Михаила и Святого Георгия